# Litoria burrowsae
Litoria burrowsae ("Tasmanian tree frog" en inglés) es una especie de anfibio anuro del género Litoria de la familia Hylidae.

## Distribución geográfica
Originaria de Tasmania, Australia.
Los adultos miden 6 cm de largo. Son verdes con marcos marrones. Ponen sus huesos en plantas debajo de la agua, en cuerpos de agua de movimiento lento.
En 2018 y 2019, fueron parte del proyecto ciencia ciudadana organizado por el Australian Museum. Los participantes usaron sus teléfonos y el programa FrogID para registrar los sonidos de tipos diferentes de ranas. "Las ranas son un gran indicador de la salud ambiental.  Así que no solo te estás enterando de tus ranas locales, sino que por proxy también estás descubriendo cómo está funcionando tu entorno local," dijo Dr. Jodi Rowley del museo.